# トマス・クッシング
トマス・クッシング3世（英語: Thomas Cushing III、1725年3月24日-1788年2月28日）は、アメリカ合衆国マサチューセッツ州ボストン出身の弁護士、政治家である。1774年から1776年までマサチューセッツ湾直轄植民地の代表として大陸会議代議員となり、1780年から1788年までマサチューセッツ邦の初代副知事を務めた。ジョン・ハンコックが辞任して、ジェイムズ・ボーディンが知事に就任するまでの間の1785年には知事代行を務めた。

## 生涯
ボストンの繁栄する指導的商人の家に生まれた（クッシング家は元々イングランドのノーフォーク・カウンティ から1638年にマサチューセッツのヒンガムに移民してきていた）。父は名前が同じトマス・クッシング（1694年-1746年）であり、オールドサウスチャーチの指導的教会員だった。父のトマスはタウンミーティングの議長を度々務め、1742年にピーター・ファニエルからファニエル・ホールの寄贈を受け取り、1731年から1747年にはマサチューセッツ湾植民地議会の議員を務めた。母のメアリー・ブロムフィールド・クッシング（1689年-1746年）もやはり著名な家庭の生まれだった。クッシングは1725年3月24日にボストンで生まれ、4人兄弟の総領だった。
クッシングはボストン・ラテン・スクールで初等教育を受け、その後ハーバード大学に進んで1744年に卒業した。法律を学び、法廷弁護士として認められた。1747年10月1日、デボラ・フレッチャー（1727年頃-1790年）と結婚した。サミュエル・アダムズの同僚として父の会計事務所で短期間務めた後、ボストンで法律実務を開業した。
クッシングは1766年5月に植民地議会の議員に選出され、それから間もなくその議長になった。議会は始めにジェイムズ・オーティスを選んだがフランシス・バーナード総督がこの人選を拒否し、ホイッグ党とトーリー党の妥協候補者としてクッシングが指名された。クッシングは植民地議会がその使命を終える1774年までこの職を務めた。
クッシングは長い間、革命とその後のアメリカ独立に反対したままだった。1772年、「通信委員会」の委員に指名されたが就任を断った。それでも1774年の第一次大陸会議と1775年の第二次大陸会議には植民地代表の一人に選ばれた。革命を支持していなかったにも拘らず、その名声のために1775年4月には逮捕を命ぜられ、イングランドに送還されて反逆罪で裁かれるところだった。幸いなことにトマス・ゲイジ総督の手には落ちなかった。その年の夏、マサチューセッツが革命政府を作ったとき、クッシングは評議会員に選ばれた。
1776年になってもクッシングの独立への反対が続いた。そのために1月19日に大陸会議の次の会期に代議員が選ばれた時、1票も得票できなかった。エルブリッジ・ゲリーがクッシングに代わって代議員になった。クッシングは最後は革命を支持するようになり、大陸軍においてマサチューセッツの兵站総監を務めた。
クッシングは1779年の大陸会議には再選を辞退したが、1780年にマサチューセッツ邦副知事の選出は受け入れ、この職を1788年に死ぬまで続けた。アメリカ合衆国憲法を批准するためのマサチューセッツ批准会議に出席した。クッシングは1788年2月28日に死に、ボストンのグラナリー墓地に埋葬されている。